# Rainer Eckert (Historiker)
Rainer Eckert (* 16. Januar 1950 in Potsdam) ist ein deutscher Historiker und Politikwissenschaftler. Er war zwischen 1997 und 2015 Leiter bzw. Direktor des Zeitgeschichtlichen Forums Leipzig.

## Leben
Eckert legte 1968 das Abitur in Potsdam ab. 1968 stimmte er bei der Abstimmung über die „sozialistische Verfassung“ der DDR mit nein und wurde bei einer Protestaktion gegen die Sprengung der Potsdamer Garnisonkirche „polizeilich zugeführt“. Seinen Studienplatz als Geschichtslehrer gab er nach der Aggression des Warschauer Paktes gegen die Tschechoslowakei am 21. August 1968, gegen die er demonstriert hatte, aus politischen Gründen zurück. Nach einer einjährigen Arbeit als Archivhilfskraft studierte er von 1969 bis 1972 Archivwissenschaft und Geschichte an der Ostberliner Humboldt-Universität. 1972 wurde er als Folge politischer Verfolgung von der Universität verwiesen und mit Haus- und „Berlinverbot“ belegt. Er war drei Jahre als Arbeiter, Inventursachbearbeiter und Lagerverwalter in einem Berliner Baubetrieb (VEB Wasserstraßenbau Berlin) tätig. In dieser Zeit ermittelte das Ministerium für Staatssicherheit (MfS) wegen „staatsfeindlicher Hetze“ und „staatsfeindlicher Gruppenbildung“ im Rahmen des „Operativen Vorgangs Demagoge“ gegen ihn und versuchte ihn erfolglos zur Mitarbeit zu erpressen. Noch 1988 schätzte ihn das MfS als „Staatsfeind“ ein. 1975 legte Eckert als Fernstudent das Diplom ab und begann nach persönlicher Vermittlung durch die Bürgerrechtlerin Ulrike Poppe eine Tätigkeit als Bibliothekskraft, dann als wissenschaftlicher (Hilfs-)Arbeiter in der Abteilung Information/Dokumentation des Zentralinstitutes für Geschichte der Akademie der Wissenschaften der DDR.
Er arbeitete außerhalb der offiziellen Arbeitszeit an einer Dissertation zum Thema der Widerspiegelung der nationalsozialistischen Judenverfolgung in der Exilpublizistik der Tschechoslowakei, deren Abbruch 1982 aus politischen Gründen erzwungen wurde. In dieser Zeit endete ebenfalls seine Mitarbeit an einem international angelegten Handbuch der historischen Nachschlagewerke, da das MfS notwendige Auslandsreisen verhinderte. Eckert lehnte mehrfach ab in die SED einzutreten oder Mitglied der Kampfgruppen der Arbeiterklasse oder der Zivilverteidigung zu werden. 1984 wurde er neben der Berufstätigkeit mit einem Thema zur deutschen Besatzungspolitik in Griechenland im Zweiten Weltkrieg promoviert. Von 1988 bis 1990 war er Mitarbeiter im Forschungsbereich Deutsche Geschichte 1917–1945 und ab 1990 in der Projektgruppe Deutsche Sozialgeschichte im 20. Jahrhundert des nunmehrigen Institutes für Deutsche Geschichte. Von Oktober 1990 bis Dezember 1991 war Eckert stellvertretender Direktor dieses Institutes. Im Revolutionsherbst 1989 engagierte er sich bei verschiedenen Bürgerbewegungen und trat im Januar 1990 der Sozialdemokratischen Partei in der DDR (SDP) bei.
Von 1992 bis 1996 arbeitete Eckert als Hochschulassistent bei Heinrich August Winkler am Lehrstuhl für Neueste Geschichte des Institutes für Geschichtswissenschaften der Berliner Humboldt-Universität. Ab 1. Januar 1997 wurde Eckert Leiter der Projektgruppe Leipzig, ab Juni 1998 des Zeitgeschichtlichen Forums Leipzig der Stiftung Haus der Geschichte der Bundesrepublik Deutschland und von 2001 bis Ende September 2015 Direktor des Zeitgeschichtlichen Forums Leipzig. Ab 1998 lehrte er Politische Wissenschaft am Otto-Suhr-Institut der Freien Universität Berlin. 2001 folgte die Habilitation; bis 2003 war Eckert Privatdozent an diesem Institut, anschließend Privatdozent am Kulturwissenschaftlichen Institut der Universität Leipzig und ab 2006 dort außerplanmäßiger Professor für politische Wissenschaften.
Eckert veröffentlicht zur Geschichte des Nationalsozialismus, zur Emigration aus dem „Dritten Reich“, zur Geheimdienstproblematik in deutschen Diktaturen, zur Auseinandersetzung mit ihnen nach 1945 und 1989, zur Geschichte der Humboldt-Universität, zur Geschichtswissenschaft der DDR beziehungsweise Ostdeutschlands nach 1989, zu Opposition und Widerstand in der DDR und zum Geschichtsbild der PDS. Dazu kommen Texte zur Friedlichen Revolution in der DDR, zur Musealisierung von Zeitgeschichte sowie zur nationalen und internationalen Geschichtspolitik. Er war bzw. ist u. a. Mitglied im Stiftungsrat der Bundesstiftung zur Aufarbeitung der SED-Diktatur, im Stiftungsrat der Stiftung Ettersberg und in den wissenschaftlichen Beiräten des Grenzmuseums Schifflersgrund, der Gedenkstätte Geschlossener Jugendwerkhof Torgau (2023 Grimme-Online-Award in der Kategorie „Wissen und Bildung“) und der Stiftung Garnisonkirche Potsdam. Eckert war jeweils Mitglied der beratenden Expertenkommissionen des Freistaates Sachsen zur Ausrichtung des Doppeljubiläums „20 bzw. 25 Jahre Friedliche Revolution und Deutsche Einheit“ und war Mitglied des Archivs Bürgerbewegung Leipzig. Das Archiv erhielt 2014 zusammen mit Leipziger Bürgerrechtlern den Deutschen Nationalpreis. Eckert trat 2022 aus dem Archiv Bürgerbewegung aus. Ebenfalls verließ er 2023 den Stiftungsrat der Bundesstiftung zur Aufarbeitung der SED-Diktatur. In den Jahren ab 2020 bekleidete er verschiedene Ehrenämter in SPD-Ortsverband Berlin-Rahnsdorf. Dazu kamen die Mitgliedschaft in der Forschungsstelle „Transformationsgeschichte“ der Universität Leipzig (ab 2022) und im Wissenschaftlichen Beirat der Gedenkstätte Notaufnahmelager Gießen (ab 2025).
Er erhielt verschiedene Auszeichnungen. So wurde er 2009 mit dem Bundesverdienstkreuzes am Bande ausgezeichnet und ist Träger der Sächsischen Verfassungsmedaille. 2014 erhielt er die Dankbarkeitsmedaille des Europäischen Solidarnosc-Zentrums in Danzig. Dazu kamen 1991 der Förderpreis des Bundesministers für Forschung und Technologie für DDR-Wissenschaftler, 2004 (zusammen mit anderen) der „Bürgerpreis zur deutschen Einheit“, 2009 die Ehrenurkunde der SPD für die Mitglieder der ostdeutschen Sozialdemokratie in ihrer Gründungsphase (zusammen mit anderen) und im gleichen Jahr der Leipziger Tourismuspreis. Außerdem erhielt er im November 2014 eine Auszeichnung für die Gründer der ostdeutschen Sozialdemokratie. Im November 2018 folgte der Ehrenpreis der Gedenkstätte Geschlossener Jugendwerkhof Torgau. 2020 zeichneten die Freistaaten Sachsen und Thüringen Eckert mit ihren jeweiligen Verdienstorden aus.

## Schriften (Auswahl)
- [Mitarbeit] Akademie der Wissenschaften der DDR, Zentralinstitut für Geschichte, Abteilung Information u. Dokumentation: Jahresberichte für deutsche Geschichte, NF 30./31. Jg. 1978/79-NF 39. Jg. 1987, Berlin 1981–1989.
- [Mitarbeit bzw. Redaktion] Akademie der Wissenschaften der DDR, Zentralinstitut für Geschichte, Abteilung Information und Dokumentation: Auswahlbibliographie geschichtswissenschaftlicher Arbeiten aus der DDR/Geschichtsforschung in der DDR, Berichtsjahr 1977–1988, Berlin 1978–1989.
- Die Leiter und Geschäftsführer der Reichsgruppe Industrie, ihrer Haupt- und Wirtschaftsgruppen: Dokumentation über ihre Stellung in Monopolen, monopolistischen Verbänden und bei der staatsmonopolistischen Wirtschaftsregulierung, 1–2, in: Jahrbuch Wirtschaftsgeschichte, Berlin, Jg. 1979, 4, S. 243–277; Jg. 1980, 1, S. 177–232.
- Die wirtschaftliche Ausplünderung Griechenlands durch seine deutschen Okkupanten vom Beginn der Besetzung im April 1941 bis zur Kriegswende im Winter 1942/43, in: Jahrbuch für Geschichte, Jg. 1988, 6, S. 235–266.
- Berichtswesen im Faschismus: Abriß der Berichterstattung von Gestapo, Sicherheitsdienst des Reichsführers SS, Regierungs- und Oberpräsidenten unter besonderer Berücksichtigung der vorliegenden Quelleneditionen, in: Bulletin Faschismus/Zweiter Weltkrieg, Berlin, (1990) 1-4, S. 67–119.
- mit Alexander von Plato, Jörn Schütrumpf (Hrsg.): Wendezeiten – Zeitenwände. Zur „Entnazifizierung“ und „Entstalinisierung“. Ergebnisse, Hamburg 1991.
- mit Wolfgang Küttler, Gustav Seeber (Hrsg.): Krise – Umbruch – Neubeginn. Eine kritische und selbstkritische Dokumentation der DDR-Geschichtswissenschaft 1989/1990. Klett-Cotta, Stuttgart 1992.
- Geheimdienstakten als historische Quelle: Ein Vergleich zwischen den Stimmungsberichten des Sicherheitsdienstes der SS und des Ministeriums für Staatssicherheit der DDR, in: Florath, Bernd; Mitter, Armin; Wolle, Stefan (Hrsg.): Die Ohnmacht der Allmächtigen: Geheimdienste und politische Polizei in der modernen Gesellschaft, Links, Berlin 1992, S. 263–296.
- Vom „Fall Marita“ zur „wirtschaftlichen Sonderaktion“. Die deutsche Besatzungspolitik in Griechenland vom 6. April 1941 bis zur Kriegswende im Februar/März 1943. (= Europäische Hochschulschriften: R. III Geschichte und ihre Hilfswissenschaften. Bd. 521). Lang, Frankfurt am Main u. a. 1992.
- mit Dieter Dowe (Hrsg.): Von der Bürgerbewegung zur Partei. Die Gründung der Sozialdemokratie in der DDR. Friedrich-Ebert-Stiftung, Bonn 1993.
- Die Berliner Humboldt-Universität und das Ministerium für Staatssicherheit, in: Deutschland Archiv 26 (1993), 7, S. 770–785.
- mit Mechthild Günther, Stefan Wolle: „Klassengegner gelungen einzudringen…“. Fallstudie zur Anatomie politischer Verfolgungskampagnen am Beispiel der Sektion Geschichte der Humboldt-Universität zu Berlin in den Jahren 1968 bis 1972, in: Jahrbuch für historische Kommunismusforschung 1 (1993), S. 197–225.
- Spie al Dipartimento di storia. Sicurezza dello Stao e Universita nella RDT, in: Ventesimo Secolo 3 (1993) 9, S. 2783–298.
- Vergangenheits-„Bewältigung“ 1945–1947 und 1989–1991: Unterschiede und Gemeinsamkeiten: Thesen zur Auseinandersetzung mit der DDR-Vergangenheit, in: Klaus Sühl (Hrsg.): Vergangenheitsbewältigung 1945 und 1989. Ein unmöglicher Vergleich? Volk und Welt, Berlin 1994, S. 155–166.
- Ein gescheiterter Neuanfang?, in: Geschichte und Gesellschaft 20 (1994), 4, S. 609–615.
- mit Ilko-Sascha Kowalczuk, Isolde Stark (Hrsg.): Hure oder Muse? Klio in der DDR. Dokumente und Materialien des Unabhängigen Historiker-Verbandes. Berliner Debatte, Berlin 1994.
- Geheimdienst und Hochschulen in der DDR, in: Konrad J. Jarausch; Matthias Middell (Hrsg.): Nach dem Erdbeben. (Re-)Konstruktion ostdeutscher Geschichte und Geschichtswissenschaft, Leipziger Universitätsverlag, Leipzig 1994, S. 304–338.
- Die Diskussion um die Staatssicherheitsverstrickungen an der Berliner Humboldt-Universität, in: Wolfgang-Uwe Friedrich (Hrsg.): Totalitäre Herrschaft - totalitäres Erbe, Tempe, Arizona 1994, S. 147–156.
- Der operative Vorgang „Demagoge“ als Beispiel für den Kampf der Staatssicherheit gegen die Opposition in der DDR Anfang der siebziger Jahre, in: Klaus-Dietmar Henke, Roger Engelmann (Hrsg.): Aktenlage. Die Bedeutung der Unterlagen des Staatssicherheitsdienstes für die Zeitgeschichtsforschung, Links, Berlin 1995, S. 184–189 (books.google.de).
- mit Ulrike Poppe, Ilko-Sascha Kowalczuk (Hrsg.): Zwischen Selbstbehauptung und Anpassung. Formen des Widerstandes und der Opposition in der DDR. Links, Berlin 1995.
- mit Ilko-Sascha Kowalczuk, Ulrike Poppe (Hrsg.): Wer schreibt die DDR-Geschichte? Ein Historikerstreit um Stellen, Strukturen, Finanzen und Deutungskompetenz. Evangelische Akademie Berlin-Brandenburg, Berlin 1995.
- Zur Rolle der Massenorganisationen im Alltag der DDR-Bevölkerung, in: Deutscher Bundestag (Hrsg.): Materialien der Enquete-Kommission „Aufarbeitung von Geschichte und Folgen der SED-Diktatur in Deutschland“. II, 2: Macht, Entscheidung, Verantwortung. Nomos, Baden-Baden 1995, S. 1243–1300.
- Die revolutionäre Krise am Ende der achtziger Jahre und die Formierung der Opposition, in: Deutscher Bundestag (Hrsg.): Materialien der Enquete-Kommission „Aufarbeitung von Geschichte und Folgen der SED-Diktatur in Deutschland“. VII, 1: Widerstand, Opposition, Revolution. Nomos, Baden-Baden 1995, S. 667–757.
- Die Humboldt-Universität im Netz des MfS, in: Dieter Voigt, Lothar Mertens (Hrsg.): DDR-Wissenschaft im Zwiespalt zwischen Forschung und Staatssicherheit. Duncker & Humblot, Berlin, 1995, S. 169–186.
- Die Geschichtswissenschaft der DDR im Deutschland-Archiv, in: Deutschland Archiv 28 (1995) 9, S. 948–963.
- mit Bernd Faulenbach (Hrsg.): Halbherziger Revisionismus: Zum postkommunistischen Geschichtsbild der PDS. Olzog, München/Landsberg am Lech 1996.
- Widerstand und Opposition in der DDR. Siebzehn Thesen, in: Zeitschrift für Geschichtswissenschaft 44 (1996) 1, S. 49–67.
- Arbeiter in der preußischen Provinz. Rheinprovinz, Schlesien und Pommern 1933 bis 1939 im Vergleich. Lang, Frankfurt am Main [u. a.] 1997.
- mit Ulrike Poppe, Ilko-Sascha Kowalczuk (Hrsg.): „Mit uns zieht die neue Zeit…“. Die SED zwischen Kriegsende und Mauerbau. Evangelische Akademie Berlin-Brandenburg, Berlin 1998.
- Die Westbeziehungen der Historiker im Auge der Staatssicherheit, in: Historische Zeitschrift, Beiheft; N.F. 27, München 1998, S. 93–105.
- Aufarbeitung der DDR-Geschichte. Eine Aufgabe der politischen Bildungsarbeit, in: Universitas 54 (1999), 631, S. 39–51.
- Opposition und Repression in der DDR vom Mauerbau bis zur Biermannausbürgerung (1961–1976), in: Archiv für Sozialgeschichte 39 (1999), S. 355–390.
- Die Aktivitäten kleinerer oppositioneller Gruppen, in: Eberhard Kuhrt; Hannsjörg F. Buck; Gunter Holzweißig (Hrsg.): Opposition in der DDR von den 70er Jahren bis zum Zusammenbruch der SED-Herrschaft. Leske + Budrich, Opladen 1999, S. 705–717.
- Die Rolle des Ministeriums für Staatssicherheit an den Hochschulen der DDR an den Beispielen der Humboldt-Universität zu Berlin und der Universität Rostock, in: Deutscher Bundestag (Hrsg.): Materialien der Enquete-Kommission „Überwindung der Folgen der SED-Diktatur im Prozeß der deutschen Einheit“, IV, 2: Bildung, Wissenschaft, Kultur. Nomos, Baden-Baden 1999, S. 1013–1070.
- Emigrationspublizistik und Judenverfolgung: Das Beispiel Tschechoslowakei. Lang, Frankfurt am Main [u. a.] 2000.
- mit Bernd Lindner (Hrsg.): Klopfzeichen. Kunst und Kultur der 80er Jahre in Deutschland. Faber und Faber, Leipzig 2002.
- mit Bernd Faulenbach (Hrsg.): Auf dem Weg zur Zivilgesellschaft? Mythos und Realität der 60er und 70er Jahre in Ost und West. Klartext, Essen 2003.
- Revolution, Zusammenbruch oder „Wende“: Das Ende der zweiten Diktatur auf deutschem Boden im Vergleich, in: Heiner Timmermann (Hrsg.): Die DDR zwischen Mauerbau und Mauerfall. Lit. Münster; Hamburg; London 2003, S. 419–448.
- mit Uwe Schwabe (Hrsg.): Von Deutschland Ost nach Deutschland West. Oppositionelle oder Verräter? Forum, Leipzig 2003.
- Widerstand, Opposition und Diktatur. Die Kirchen in der zweiten deutschen Diktatur 1945–1989/90, in: Teilung und Wiedervereinigung Deutschlands und Koreas und die Rolle der Kirchen. Seoul 2003.
- Historischer Streit und moderne Zeitgeschichte. Zwölf Jahre Streit um die zweite deutsche Diktatur. Versuch einer Bilanz, in: Franz-Josef Jelich, Stefan Goch (Hrsg.): Geschichte als Last und Chance. Klartext, Essen 2003, S. 107–122.
- mit Uwe Schwabe (Hrsg.): Andreas Pausch: Waffendienstverweigerung in der DDR … das einzig mögliche vor dem Volk noch vertretbare Zugeständnis. Archiv Bürgerbewegung, Leipzig 2004.
- Museum und Zeitgeschichte nach dem Ende der zweiten deutschen Diktatur: Das Zeitgeschichtliche Forum Leipzig, in: Jens Hüttmann, Ulrich Mählert; Peer Pasternack (Hrsg.): DDR-Geschichte vermitteln: Ansätze und Erfahrungen in Unterricht, Hochschullehre und politischer Bildung. Metropol, Berlin 2004, S. 291–301.
- mit Uwe Schwabe (Hrsg.): Yvonne Liebing: All you need is beat. Jugendsubkultur in Leipzig, 1957–1968. Forum, Leipzig 2005.
- Antitotalitärer Widerstand und kommunistische Repression. Auswahlbibliographie mit CD. Forum, Leipzig 2006.
- Familienbande: Eine Geschichts aus dem Kalten Krieg, in: Lobmeier, Kornelia; Martin, Anne (Red.): drüben: Deutsche Blickwechsel / Zeitgeschichtliches Forum Leipzig (Hrsg.): Edition Leipzig, Leipzig 2006, S. 15–23.
- mit Uwe Schwabe (Hrsg.): Enrico Heitzer: Widerstand in Altenburg. Forum, Leipzig 2007.
- mit Martin Sabrow, Monika Flacke, Klaus-Dietmar Henke, Freya Klier, Roland Jahn, Tina Krone, Peter Maser, Ulrike Poppe, Hermann Rudolph (Hrsg.): Wohin treibt die DDR-Erinnerung? Dokumentation einer Debatte. Vandenhoeck & Ruprecht, Göttingen 2007.
- mit Kornelia Lobmeier: Schwerter zu Pflugscharen: Geschichte eines Symbols. Stiftung Haus der Geschichte der Bundesrepublik Deutschland, Bonn 2007.
- Was stimmt? DDR: Die wichtigsten Antworten. (= Herder Spektrum, Band 5735). Herder, Freiburg/Breisgau 2007.
- Ein erinnerungspolitischer Tsunamie? Erinnerungskultur, Geschichtspolitik und jüngste deutsche Zeitgeschichte, in: Matthias Middell (Hrsg.): Dimensionen der Kultur- und Gesellschaftsgeschichte. Festschrift für Hannes Siegrist zum 60. Geburtstag. Universitätsverlag, Leipzig 2007, S. 289–316.
- Jürgen John und das Zentralinstitut für Geschichte der Akademie der Wissenschaften der DDR. In: Monika Gibas; Rüdiger Stutz, Justus H. Ulbricht (Hrsg.): Couragierte Wissenschaft. Eine Festschrift für Jürgen John zum 65. Geburtstag. Glaux, Jena 2007, S. 351–363.
- Plädoyer für eine verstärkte Erforschung von Opposition und Widerstand an den ostdeutschen Universitäten nach dem Ende der zweiten deutschen Diktatur, in: Uwe Hoßfeld; Tobias Kaiser; Heinz Mestrup (Hrsg.): Hochschule im Sozialismus. Studien zur Geschichte der Friedrich-Schiller-Universität Jena (1945–1990). Bd. 2. Böhlau, Köln; Weimar; Wien 2007, S. 2166–2069.
- Grundelemente der kommunistischen Diktatur in Deutschland: Widerstand, Opposition und Repression, in: Dirk Moldt: Zwischen Haß und Hoffnung. Die Blues-Messen 1979–1986. Eine Jugendveranstaltung der Evangelischen Kirche Berlin-Brandenburg in ihrer Zeit. Robert-Havemann-Archiv, Berlin 2008, S. 9–29.
- Der Playboy der DDR. Die heile Bilderwelt der Diktatur im Magazin, in: Gerhard Paul (Hrsg.): Das Jahrhundert der Bilder. 1949 bis heute. Vandenhoeck & Ruprecht, Göttingen 2008, S. 106–113.
- „Führer der Arbeiterklasse“. Der visuelle Kult um die „Liebe“ der Genossen, in: Paul Gerhard (Hrsg.): Das Jahrhundert der Bilder. 1949 bis heute. Vandenhoeck & Ruprecht, Göttingen 2008, S. 56–63.
- Schuld und Zeitgeschichte. Zwölf Thesen zur Auseinandersetzung mit den deutschen Diktaturen, in: Deutschland Archiv 41 (2008), 1, S. 114–121.
- Gedenkstätten, Museen, Forschungseinrichtungen und Geschichtsinitiativen in der Auseinandersetzung mit der kommunistischen deutschen Diktatur, in: Jahrbuch für Kulturpolitik (2009), S. 129–137.
- Schwerter zu Pflugscharen, in: Martin Sabrow (Hrsg.): Erinnerungsorte der DDR. Beck, München 2009, S. 503–515.
- Kommunistische Diktatur in der DDR und 20 Jahre Erinnerungsarbeit. Eine Auswahlbibliographie zu Widerstand, Opposition und politischer Repression. Metropol, Berlin 2011.
- Nikolaikirche, in: Matthias Donath; André Thieme (Hrsg.): Sächsische Mythen. Elbe.August.Eierschecke. Edition Leipzig, Leipzig 2011, S. 321–333.
- DDR. Wissen was stimmt. Hörbuch. Wissenschaftliche Buchgesellschaft, Darmstadt 2012.
- Die unabhängige Friedensbewegung in der DDR, in: Christoph Becker-Schaum [u. a.] (Hrsg.): „Entrüstet Euch!“ Nuklearkrise, NATO-Doppelbeschluss und Friedensbewegung, Paderborn [u. a.] 2016, S. 200–212.
- Widerstand und Opposition in der DDR. Von den Forschungen zur Geschichte des Nationalsozialismus zur Auseinandersetzung mit der SED-Diktatur. Version: 1.0. In: Docupedia-Zeitgeschichte. veröffentlicht am 2. Dezember 2013.
- Opposition, Widerstand und Revolution. Widerständiges Verhalten in Leipzig. Mitteldeutscher Verlag, Halle/Saale 2014.[5]
- Trotzdem bleiben Probleme, in: Eckhard Jesse, Thomas Schubert (Hrsg.): Friedliche Revolution und Demokratie. Perspektiven nach 25 Jahren. Ch. Links, Berlin 2014, S. 185–198.
- Zeitzeugen-/Mauerfälleprojekt. 25 Jahre Friedliche Revolution, VNG-Gruppe, Leipzig 2014.
- Mitherausgeber: Europäische Diktaturen und ihre Überwindung (= Schriften der Stiftung Ettersberg, 21–25), Böhlau Verlag, Köln; Weimar; Wien 2015–2019.
- mit Ulrich Brieler (Hrsg.): Unruhiges Leipzig. Beiträge zu einer Geschichte des Ungehorsams in Leipzig (= Quellen und Forschungen zur Geschichte der Stadt Leipzig; 12), Universitätsverlag Leipzig, Leipzig 2016.
- Luthers Rolle in der DDR: Ideologische, historische und politische Grundlagen des kommunistischen Lutherbildes in der DDR, in: Luther. 1917 bis heute. Katalog zur Sonderausstellung der Stiftung Kloster Dalheim, Stiftung Kloster Dalheim. Lichtenau-Dalheim 2016, S. 56–64.
- Revolution in Potsdam. Eine Stadt zwischen Lethargie, Revolte und Freiheit. Evangelische Verlagsanstalt, Leipzig 2017.
- Revolution im Regionalvergleich. Leipzig und Potsdam im „Deutschen Herbst“ 1989, in: Gerbergasse, Jena, 18 (2018) 87, S. 26–33.
- mit Laura Demeter und Uwe Sonnenberg: German Democratic Republic (GDR), in: Balázs Apor, Péter Apor und Sándor Horváth (Hrsg.): The handbook of COURAGE: Cultural opposition and its heritage in Eastern Europe. Research centre for the humanities, Hungarian Academy of Sciences, Budapest 2018, S. 221–238.
- Es geht um nichts, in: Martin Ahrends; Renate Wullstein (Hrsg.): Damals im Café Heider: Die Potsdamer Szene der 70er und 80er Jahren, neoboks, Berlin 2019, S. 6–20.
- Opposition und Widerstand, in: Ulrich von Hehl (Hrsg.) / Uwe John (Mitwirkung): Geschichte der Stadt Leipzig. Bd. 4: Vom Ersten Weltkrieg bis zur Gegenwart, Universitätsverlag Leipzig, Leipzig 2019, S. 513–540.
- 1968: Mythos Ost – Mythos West, in: Robert Grünbaum; Jens Schöne; Heike Tuchscheerer (Hrsg.): Das doppelte 1968: Hoffnung. Aufbruch. Protest, Metropol Verlag, Berlin 2019, S. 167–171.
- SED-Diktatur und Erinnerungsarbeit im vereinten Deutschland. Eine Auswahlbibliographie, Mitteldeutscher Verlag, Halle/Saale 2019.
- Es war keine Wende, es war eine Revolution, in: Christine Meder: Prag im Herbst 1989. Fotografien aus der Deutschen Botschaft im Palais Lobkowicz, München 2019, S. 133–139.
- Archivare als Geheimpolizisten. Das Zentrale Staatsarchiv der DDR in Potsdam und das Ministerium für Staatssicherheit, Leipziger Universitätsverlag, Leipzig 2019.
- Bürgerrechtler und Friedliche Revolution. Hoffnungen und Ziele – Wo stehen wir heute?, in: Die Bundeswehr, Berlin 2019, S. 12–13.
- Der Sturz der Berliner Mauer als Ergebnis der Friedlichen Revolution, in: https://www.bpb.de/geschichte/zeitgeschichte/deutschlandarchiv/300029/mauersturz-statt-mauerfall.
- Geleitwort, in: Gerald Wiemers; Horst Hennig (Hrsg.): Freiheit in Verantwortung: Sigurd Binskis Beiträge zur Zeitgeschichte, Leipziger Universitätsverlag, Leipzig 2020, S. 7–13.
- Leben im Osten. Zwischen Potsdam und Ost-Berlin 1950-1990. Biografische Aufzeichnungen, Mitteldeutscher Verlag, Halle/Saale 2021.
- Schwierige Gemengelage. Ostdeutsche Eliten und die Friedliche Diskussion in der Revolution, in: Ilko-Sascha Kowalczuk; Frank Ebert; Holger Kulick (Hrsg.): (Ost)Deutschlands Weg - 80 Studien und Essays zur Lage des Landes, Bonn 2021, II, S. 271–299.
- Diktatur als Heimat?: Leben in Potsdam und Ost-Berlin, 1950-1989, in: H-und-G.info, Berlin, Juli 2022.
- Getrübte Erinnerungen? - Die SED-Diktatur in der gegenwärtigen Geschichtspolitik der Bundesrepublik, Mitteldeutscher Verlag, Halle/Saale 2022. Das Buch wurde kurzfristig vom Verlag zurückgezogen, weil verschiedene Personen, die darin porträtiert waren, insbesondere Ines Geipel, vorab Kenntnis vom Inhalt erhielten und protestierten, wie Ilko-Sascha Kowalczuk im Deutschland Archiv berichtete.[6]
- Geschichtspolitik gestern und morgen: Eine Kontroverse anno 2022, in: Deutschland Archiv, www.bpb.de/515262.
- Montagsdemonstrationen. Vom Protest zur Friedlichen Revolution, Weimarer Verlagsgesellschaft in der Verlagshaus Römerweg GmbH, Wiesbaden 2023 = Demokratie-Geschichte; 3.
- Umkämpfte Vergangenheit. Die SED-Diktatur in der aktuellen Geschichtspolitik der Bundesrepublik Deutschland. Persönliche Einblicke, Leipziger Universitätsverlag, Leipzig 2023. - 2. Aufl. und 3. Aufl. Leipzig 2023.
- Sein oder Nichtsein?: Ostdeutscher als Schicksal oder Erfindung, in: H-und-G.Info, 2. Juni 2023.
- Wer macht Revolutionen? Akteure, Handlungsspielräume, Konsequenzen. Podiumsgespräch mit Mykola Borovyk, Peter Gräfe, Heidi Roth und Stefan Nölke (= Bautzen-Forum. 34), Friedrich-Ebert-Stiftung, Leipzig 2023, S. 89–115.
- Von der Außenlinie zum Elfmeterpunkt, in: Laura Behrmann; Markus Gamper; Hanna Haag (Hg.): Vergessene Ungleichheiten. Biographische Erzählungen ostdeutscher Professor*Innen, transcript Verlag, Bielefeld 2024, S. 161–181.
- Triumph oder Niedergang einer Revolution? Über das Erinnern an bewegte Tage im Herbst 1989, Leipziger Universitätsverlag, Leipzig 2025.
- Die Friedliche Revolution gegen die SED-Diktatur im Kontext der deutschen Freiheits- und Demokratiegeschichte, in: Constantin Plaul, Karl Tetzlaff (Hg.): Geschichtszeichen der Freiheit, Mohr Siebeck, Tübingen 2025, S. 275–298.

## Wichtige Gutachten
- mit Gabriele Camphausen, Karl-Wilhelm Fricke, Martin Gutzeit, Klaus-Dietmar Henke, Wolfgang Kusior, Siegfried Vergin: Anatomie der SED-Diktatur: Staatspartei und Staatssicherheit der DDR. Bericht der Empfehlungen der „Fachkommission Haus 1“ zur künftigen Nutzung des ehemaligen Sitzes des Ministeriums für Staatssicherheit der DDR im Haus 1 in der Normannenstraße in Berlin-Lichtenberg, Berlin 2001.
- Erstgutachten Dauerausstellung „Haus des Terrors“, Budapest 2002.
- mit Henrike Girmond: Die thüringischen Grenzmuseen. Bestandsaufnahme und Empfehlungen, Leipzig 2003.
- mit Martin Sabrow, Monika Flacke, Klaus-Dietmar Henke, Freya Klier, Roland Jahn, Tina Krone, Peter Maser, Ulrike Poppe, Hermann Rudolph: Empfehlungen der Expertenkommission zur Schaffung eines Geschichtsverbundes „Aufarbeitung der SED-Diktatur“, Berlin 2006.
- Gutachten Aufbau von Archiv und interaktivem Lernort Geschlossener Jugendwerkhof Torgau, Torgau 2009.
- mit Klaus-Dietmar Henke, Volkhard Knigge, Anna Kaminsky und Hermann Wentker: Bericht und Empfehlungen der Historiker-Kommission für eine „Landesförderkonzeption für Gedenkstätten und Lernorte zur Aufarbeitung der SED-Diktatur“, Erfurt 2011.
- Gutachten Gedenkstätte Lindenstraße 54/55 für die Opfer politischer Gewalt im 20. Jahrhundert, Potsdam 2012.
- Conceptos del Lugar de la Memoria, Lima/Peru 2011 und 2013.
- „Geschichtsort `Runde Ecke` Leipzig“, Leipzig 2016.

## Mitgliedschaft in Gremien und Verbänden (Auswahl)
- Mitglied Historikergesellschaft DDR-Rumänien, 1988/89.
- Mitglied Kooperationsverband von Historikern der Akademien der Wissenschaften DDR-Jugoslawien, 1989.
- Zeitweiliges Mitglied (auch Gründungsmitglied) wissenschaftlicher und geschichtspolitischer Gremien und Einrichtungen seit 1990: „Deutsches Gedächtnis“, „Oral-history-Projekt Berliner Jugendliche“, Berlin-Brandenburgische Geschichtswerkstatt, Berlin; Berliner Forum für Geschichte und Gegenwart, Berlin; Deutsche Gesellschaft für Politikwissenschaft, Berlin; Deutsche Gesellschaft für Soziologie, Sektion Sozialpolitik; Berlin; Förderverein Gedenkbibliothek zu Ehren der Opfer des Stalinismus, Berlin; Förderverein Kulturgießerei, Schöneiche bei Berlin; Freundeskreis der Evangelischen Akademie, Berlin; Freundeskreis kritischer Sozialdemokraten, Berlin; Historiker-Gesellschaft der DDR [bis 1990], Berlin; Historische Kommission Berlin und Sachsen der SPD, Berlin/Dresden; Körber-Stiftung, Hamburg [Bundesjuror]; Verband der Historiker Deutschlands, München [u. a.]; Verein für Stadtgeschichte, Leipzig; Verein Erkenntnis durch Erinnerung, Dresden; Verein Gegen Vergessen/Für Demokratie, Bochum [u. a.], Verein zur Förderung von Biographie- und oral-history, Berlin.
- Mitglied des Vorstandes des Unabhängigen Historikerverbandes, Berlin, 1993–1996.
- Stellvertretender Bundesvorsitzender und Beisitzer Kurt-Schumacher-Gesellschaft, Bonn, 1996–2005.
- Vorstandsmitglied Gesellschaft für Deutschlandforschung Bonn, 1998–2002.
- Mitglied Beirat Dokumentationszentrum Alltagskultur der DDR, Eisenhüttenstadt, 1998–2014.
- Stellvertretendes Mitglied Stiftungsrat der Bundesstiftung zur Aufarbeitung der SED-Diktatur Berlin, 1998-2023.
- Mitglied Arbeitsgruppe zur Umgestaltung des ehem. Amtssitzes des Ministers für Staatssicherheit, Berlin, 2000–2002.
- Mitglied wissenschaftlicher Beirat und Stiftungsrat (bis 2007) der Gedenkstätte Berlin-Hohenschönhausen, 2000–2013.
- Mitglied Beirat Reichspräsident Friedrich-Ebert-Stiftung, Heidelberg, 2001–2012.
- Mitglied wissenschaftlicher Beirat der Gedenkstätte Geschlossener Jugendwerkhof Torgau, 2007-.
- Mitglied wissenschaftlicher Beirat Mauergedenkstätte Berlin-Bernauer Straße, 2002–2010.
- Mitglied Expertenkommission Geschichtsverbund „Aufarbeitung der SED-Diktatur“ der Bundesbeauftragten für Kultur und Medien, Berlin, 2005–2006.
- Mitglied wissenschaftlicher Beirat bzw. Gutachtergruppe Gedenk- und Begegnungsstätte KGB-Haftanstalt Potsdam-Leistikowstraße, 2006–2010.
- Sprecher und stellvertretender Sprecher der Initiative „Tag der Friedlichen Revolution – Leipzig, 9. Oktober“, 2008–2012.
- Mitglied Beratungsgremium für den Aufbau der Gedenkstätte MfS-Haftanstalt Erfurt-Andreasstraße, 2008–2013.
- Mitglied Expertenkommission der sächsischen Staatsregierung zur Vorbereitung des 20. und des 25. Jahrestages der Friedlichen Revolution, Dresden, 2008, 2013.
- Sachverständiger sowie Mitglied Begleitgremium und Arbeitsgruppe „Leipziger Freiheits- und Einheitsdenkmal“, 2009–2018.
- Beratung beim Aufbau der Erinnerungsstätte für die Opfer des Terrorismus (Lugar de la Memoria), Lima/Peru, 2010–2011.
- Bundesjuror Geschichtswettbewerb des Bundespräsidenten der Körber-Stiftung, Hamburg, 2011.
- Stellvertretender Vorsitzender des Internationalen wissenschaftlichen Beirats der Willy-Brandt-Stiftung Berlin/Lübeck (2016–2018).
- Mitglied des Kuratoriums bei der Erarbeitung einer wissenschaftlichen Geschichte der Stadt Leipzig, 2011–2019.
- Mitglied wissenschaftlicher Beirat Sonderausstellung „Martin Luther im 20. Jahrhundert“, Kloster Dalheim, 2015–2016.
- Mitglied Projektgruppe „Kneipengespräche“ des Kirchentages auf dem Weg, Leipzig, 2015–2017 (und Vorbereitung anderer Kirchentage).
- Stellvertretender Vorsitzender des wissenschaftlichen Beirats des Grenzmuseums Schifflersgrund, seit 2017 (Eröffnung 8. November 2024).
- Mitglied des wissenschaftlichen Beirates (2012–2014) und des Stiftungsrates der Stiftung Ettersberg: Europäische Diktaturforschung-Aufarbeitung der SED-Diktatur-Gedenkstätte Andreasstraße, Weimar/Erfurt, seit 2014.
- Mitglied (ab Mitte 2018 Vorsitzender) des wissenschaftlichen Beratungsgremiums des Bundesbeauftragten für die Unterlagen des Staatssicherheitsdienstes der ehemaligen DDR Berlin, seit 2018 bis zur Auflösung 2021.
- Mitglied der historischen Kommission beim Parteivorstand der Sozialdemokratischen Partei Deutschlands (2001 bis zur Auflösung Mitte 2018).
- Mitglied Wissenschaftlicher Beirat Stiftung Garnisonkirche Potsdam, seit 2018- (Eröffnung des Turms durch den Bundespräsidenten 22. August 2024).
- Mitglied Deutscher Museumsbund (2006-2023).
- Mitglied des Verbundes zerstörte Kirchen: Arbeitsgemeinschaft von Initiativen zum Wiederaufbau in der DDR zerstörter Kirchen, Leipzig, seit 2016-.
- Mitglied Gesellschaft für Christlich-Jüdische Zusammenarbeit, seit 2018-.
- Mitglied Förderverein zum Wiederaufbau der Garnisonkirche Potsdam
- Mitglied Gründerkreis Netzwerk „Soziale Demokratie“, seit 2018-.
- Mitglied wissenschaftliches Beratungsgremium Dauerausstellung deutsch-deutsches Museum Mödlareuth, seit 2019-
- Fördermitglied Campact, seit 2021-
- Mitglied wissenschaftlicher Beirat H-und-G.info, seit 2022-
- Mitglied Forschungsstelle „Transformationsgeschichte“ Universität Leipzig, 2022-
- Mitglied Bürgerverein Berlin-Rahnsdorf, 2023- (Denkmalsbeauftragter)
- Mitglied Freundeskreis Evangelisches Johannesstift (2022-)
- Mitglied Wissenschaftlicher Beirat Notaufnahmelager Gießen (2025-).

## Zeitzeugenportale
- Archiv Bürgerbewegung, Leipzig
- Bundesstiftung zur Aufarbeitung der SED-Diktatur, Berlin
- Brandenburgische Landesbeauftragte zur Auseinandersetzung mit der SED-Diktatur, Potsdam

## Auszeichnungen
- 1968 Anerkennungsschreiben des Ministers des Innern und Chefs der Deutschen Volkspolizei für großes Verantwortungsbewusstsein und hohen persönlichen Mut bei der Rettung eines Menschen aus Lebensgefahr
- 1973 Artur-Becker-Medaille in Bronze
- 1991 Förderpreis des Bundesministers für Forschung und Technologie für DDR-Wissenschaftler.
- 1991 Humboldt- und Kruppstipendiat
- 2004 (zusammen mit anderen) „Bürgerpreis zur deutschen Einheit“.
- 2008 Sächsische Verfassungsmedaille.
- 2009 Bundesverdienstkreuz am Bande.
- 2009 Ehrenurkunde der SPD für die Mitglieder der ostdeutschen Sozialdemokratie in ihrer Gründungsphase.
- 2009 Leipziger Tourismuspreis.
- 2014 Dankbarkeitsmedaille des Europäischen Solidarnocs-Zentrums in Danzig.
- 2014 Auszeichnung für die Gründer der ostdeutschen Sozialdemokratie.
- 2018 Ehrenpreis der Gedenkstätte Geschlossener Jugendwerkhof Torgau
- 2019 Ehrenurkunde für besonderes Engagement in der Sozialdemokratischen Partei Deutschlands.
- 2020 Verdienstorden des Freistaates Sachsen[7]
- 2020 Verdienstorden des Freistaats Thüringen

## Mosaikund Johannes Hegenbarth
Der Mosaik-Schöpfer Johannes Hegenbarth (alias Hannes Hegen) entschloss sich nach dem Tod seiner Ehefrau Edith Hegenbarth geb. Szafranski (* 19. Januar 1924; † 7. Mai 2008), dass das künstlerische Werk seiner Frau und sein eigenes in der Obhut eines Museums dauerhaft vereint bleiben sollen. Nach erfolgloser Suche in Berlin wurde er auf das Zeitgeschichtliche Forum Leipzig in Leipzig aufmerksam. Dessen damaligen Mitarbeitern Bernd Lindner und Rainer Eckert – beide aufgewachsen mit dem Mosaik – gelang es, nachhaltig das Vertrauen der zurückhaltenden Künstlerpersönlichkeit zu gewinnen. So unterzeichnete Hegenbarth am 14. Juli 2009 in seinem Haus die Schenkungsurkunde des Œuvre des Künstler-Ehepaares Edith und Johannes Hegenbarth an die Stiftung Haus der Geschichte der Bundesrepublik Deutschland/Zeitgeschichtliches Forum Leipzig.